# Primo appuntamento Crociera
Primo appuntamento Crociera è un programma televisivo italiano, trasmesso su Real Time.
È trasmesso dal 18 maggio 2021 il martedì in prima serata, con repliche la mattina.

## Format
Il programma, basato sul format inglese First Dates e spin-off di Primo appuntamento, prevede che nel corso delle puntate due persone che non si sono mai viste prima, entrambe single, a bordo della nave da crociera MSC Grandiosa, accompagnate dal maître, si incontrino per fare una cena, un dopocena al chiaro di luna, un incontro a bordo piscina o in una suite da condividere con lo scopo di conoscersi, scambiare le loro esperienze e decidere se intraprendere una storia d'amore. Al termine della cena i due protagonisti entrano nel confessionale "singolo", nel quale ognuno dice cosa pensa dell'altro, mentre nel confessionale "di coppia" esprimono insieme la scelta finale di rivedersi per una seconda volta oppure no.
A differenza dell'edizione classica, vi saranno anche incursioni di altri passeggeri, rigorosamente single, che possono "disturbare" qualche appuntamento tentando di sedurre uno dei protagonisti, o essere scelti per una cena da quel single che ricevuto un rifiuto, volesse mettersi ancora in gioco.
La crociera comprende un viaggio da Genova a Malta con ritorno passando per gli arcipelaghi più belli del Mar Mediterraneo.
La sigla del programma è "La nave dell'amore" scritta e cantata da Flavio Montrucchio, con l'arrangiamento di Adriano Pennino.

## Edizioni
| Edizione | Episodi | Prima puntata  | Ultima puntata | Conduttore         | Rete      |
| -------- | ------- | -------------- | -------------- | ------------------ | --------- |
| 1ª       | 8       | 18 maggio 2021 | 13 luglio 2021 | Flavio Montrucchio | Real Time |
| 2ª       | 8       | 26 aprile 2022 | 14 giugno 2022 | Flavio Montrucchio | Real Time |